# Parepimelitta femoralis
Parepimelitta femoralis är en skalbaggsart som först beskrevs av Germain 1855.  Parepimelitta femoralis ingår i släktet Parepimelitta och familjen långhorningar. Inga underarter finns listade i Catalogue of Life.